# HD26603
HD26603 — хімічно пекулярна зоря спектрального класу B9, що має видиму зоряну величину в смузі V приблизно 8,8.
Вона  розташована на відстані близько 1000,5 світлових років від Сонця.

## Пекулярний хімічний вміст
Зоряна атмосфера HD26603 має підвищений вміст 
Hg
.